# Level editor
En level editor (alternativt map editor, campaign editor eller scenario editor) er et computerprogram anvendt til at designe, skabe og kompilere baner til computerspil. Nogle spiltitler har egne medfølgende level editors, mens andre medfølger et SDK eller alternativt er udviklet af tredjepart, brugere eller spillere.
Normalt opbevares informationerne om en bane i en eller flere filer, og når disse indlæses i spillet vil spilmotoren fortolke dataene, og på basis heraf optegne miljøet og udføre de eventuelle scripts. Det er ikke altid at redigeringsprogrammets arbejdsfiler er i samme dataformat som det spillets motor kan fortolke, hvorfor de skal gennemløbes i en compiler, der oversætter informationerne til det de data spillet kan intrepetere.
Nogle level editors er skabt alene til et enkelt spil, f.eks. StarEdit til Blizzard Entertainments StarCraft fra 1998, mens andre sigter lidt mere bredt, som eksempelvis WorldCraft/Valve Hammer Editor. Nogle editors forudsætter ikke importering af eksterne datafiler, mens netop f.eks. WorldCraft/Hammer lader brugeren udvælge de texturearkiver, mm. som ønskes. Under nogle omstændigheder forudsætter afvikling af banen herefter at filerne er til stede i spillet.
Brugen af level editors har afkastet et større community på internettet med brugerskabte baner, og mange af dem udvider spillets originale koncept. Således er blandt andet tower defense opstået, hvor en eller flere brugere skal nedkæmpe strømme af fjendtlige enheder inden de når deres beacon, og spillere skal simultant bygge nye tårne for de penge de tjener på elimineringen.
- Wikimedia Commons har flere filer relateret til Level editor

| computerspil | Spire Denne computerspilsrelaterede artikel er en spire som bør udbygges. Du er velkommen til at hjælpe Wikipedia ved at udvide den. |